# Alchemilla sauri
Alchemilla sauri é uma espécie de rosácea do gênero Alchemilla, pertencente à família Rosaceae.